# Esther Victoria Abraham
Esther Victoria Abraham (Calcuta, 30 de diciembre de 1916-Bombay, 6 de agosto de 2006), más conocida por su nombre artístico Pramila, fue un modelo y actriz india, conocida sobre todo por haber sido la primera ganadora del concurso Miss India en 1947.

## Biografía
Nació en Calcuta, en una familia de judíos bagdadíes. Era la hija de Reuben Abraham, un empresario de Calcuta, y Matilda Isaac, de Karachi, y creció en una familia junto a 3 hermanos del matrimonio anterior de su padre, y 6 de la unión de sus padres.
Pramila tuvo cinco niños (cuatro hijos y una hija), uno de su primer matrimonio con Manicklal Dangi, un actor de teatro, y cuatro de su segundo matrimonio con el actor Syed Hasan Ali Zaidi, más conocido como Kumar (quién apareció en Mughal-e-Azam y Shri 420), un musulmán chiita practicante. Ella era su segunda esposa, ya que él se encontraba casado con una mujer en Lucknow Después de que Kumar emigró a Pakistán en 1963, ella decidió continuar en India con sus hijos, y posteriormente tuvo una relación con el cineasta parsi Nari Gadhali.
Su hijo más joven, Haidar Ali, ha seguido sus pasos en películas y televisión. Su hija Naqi Jahan, fue coronada Eve's Weekly Miss India en 1967, representando a su país en el concurso Queen of the Pacific Quest en Australia.
Falleció el 6 de agosto de 2006, a la edad de 89 años.

## Carrera
Pramila fue la primera ganadora del concurso Miss India, en 1947 a la edad de 31, estando embarazada de su hija Naqi Su primer trabajo en la industria del entretenimiento fue como bailarina para una compañía de teatro parsi, bailando durante la pausa de 15 minutos que tenía lugar mientras se cambiaba el proyector de la película. 
Pramila actuó como stuntwoman y vampiresa en más de 30 películas, incluyendo Ulti Ganga, Bijli, Basant y Jungle King. Adicionalmente, se convirtió en la primera mujer productora de cine en India con relevancia, habiendo producido 16 películas con su compañía Silver Productions. Morarji Desai, entonces Ministro Jefe del Estado de Bombay, la hizo arrestar en 1952 debido a que sospechaba que Pramila espiaba para Pakistán, en vista de sus constantes viajes a aquel país. Más tarde se comprobó que viajaba para promover sus películas.
Además, Pramila se graduó de la Universidad de Cambridge, obteniendo un título en educación.

## Filmografía
| - Return of the Toofan Mail, dirigida por R.S. Chaudhary (1935) - Bhikaran, dirigida por P.K. Atharti (1935) - Mahamaya, dirigida por Gunjal (1936) - Hamari Betiya / Our Darling Daughters, dirigida por R.S. Chaudhary (1936) - Saria, dirigida por Shanti Dave (1936) - Mere Lai, dirigida por Gunjal (1937) - Mother India, dirigida por Gunjal (1938) - Bijlee, dirigida por Balwant Bhatt (1939) - Hukum Ka Ekka, dirigida por Shanti Dave (1939) - Jungle King, dirigida por Nari Ghadialli (1939) - Kahan Hai Manzil Ten, dirigida por S.M. Yussuf (1939) - Sardar, dirigida por Dwarka Khosla (1940) - Kanchan, dirigida por Leela Chitnis (1941) - Shahzaadi, dirigida por J.P. Advani (1941) - Basant, dirigida por Amiya Chakrabarty (1942) - Jhankar, dirigida por S. Khalil (1942) - Saheli, dirigida por S.M. Yussuf (1942) - Ulti Ganga, dirigida por K. Dhaiber (1942) - Bare Nawab Sahib, dirigida por B.D. Vedi (1944) | - Naseeb, dirigida por B.D. Vedi (1945) - Devar, dirigida por S.M. Yussuf (1946) - Nehle Pe Dehla, dirigida por S.M. Yussuf (1946) - Sal Gira, dirigida por K.S. Dariani (1946) - Shalimar, dirigida por Roop K. Shorey (1946) - Doosri Shaadi, dirigida por Ram Dariani (1947) - Aap Beeti, dirigida por M. Kumar (1948) - Beqasoor, dirigida por K. Amamath (1950) - Hamari Beti, dirigida por Shobhna Samarth (1950) - Dhoon, dirigida por M. Kumar (1953) - Majboori / Choti Bahen, dirigida por Ram Dariani (1954) - Badal Aur Bijlee, dirigida por Maurice Abraham (1956) - Fighting Queen, dirigida por Nari Ghadiali (1956) - Jungle King, dirigida por Masud (1959) - Bahana, dirigida por M. Kumar (1960) - Murad, dirigida por Nari Ghadiali (1961) - Arrangetram, dirigida por K. Balachander (1973) - Thaang, dirigida por Amol Palekar (2006) |